# Vanula
Vanula je majhen otok v Jadranskem morju blizu otoka Cres. Pripada Hrvaški. Otok Vanula je zunaj zaliva in rta Ula (zaliv. Ul).
Otok ima površino 2271 m² in višino 2 m. 
V nacionalnem programu za zaščito in uporabo majhnih, občasno naseljenih in nenaseljenih otokov ter okoliškega morja Ministrstva za regionalni razvoj in sklada Evropske unije je omenjen kot otok z manjšo nadmorsko višino (otoki različnih oblik in velikosti).